# Detlef muss reisen
Detlef muss reisen ist eine deutsche Fernsehserie des Fernsehsenders VOX. Namensgeber und Hauptperson der Serie ist Detlef Steves, der aus der Fernsehserie Ab ins Beet! bekannt ist und VOX-Moderator Daniel Wassmann.
Nach dem Erfolg der Pilotfolge aus dem Jahr 2013 wurden 2014 zwei Staffeln mit insgesamt 10 Episoden gedreht.

## Konzept
Detlef Steves muss verschiedene Orte und Städte der Welt bereisen, hat aber außer seinem Koffer keine persönlichen Gegenstände dabei. Zunächst weiß er nicht, wohin es geht und welche Herausforderungen ihn vor Ort erwarten. Dies bestimmen in allen Folgen Redakteur Daniel und dessen Team Timo und Jo. Regelmäßig konfrontiert das Team Steves mit Aufgaben, die ihm nicht gefallen, und Detlef muss immer wieder in Unterkünften absteigen, die eigentlich nicht seinen eigenen Ansprüchen entsprechen.

## Episoden

### Pilotfolge
| Folge | Stadt | Erstausstrahlung |
| ----- | ----- | ---------------- |
| 0     | Paris | 18. August 2013  |

### Staffel 1
| Folge | Stadt     | Erstausstrahlung |
| ----- | --------- | ---------------- |
| 1     | London    | 11. März 2014    |
| 2     | Amsterdam | 18. März 2014    |
| 3     | Istanbul  | 25. März 2014    |
| 4     | Reykjavík | 1. April 2014    |

### Staffel 2
| Folge | Stadt      | Erstausstrahlung |
| ----- | ---------- | ---------------- |
| 1     | Marrakesch | 5. Oktober 2014  |
| 2     | Edinburgh  | 12. Oktober 2014 |
| 3     | Barcelona  | 19. Oktober 2014 |
| 4     | Wien       | 26. Oktober 2014 |
| 5     | Prag       | 2. November 2014 |
| 6     | Hongkong   | 9. November 2014 |

Quelle